# Русский (Орловский район)
Русский — хутор в Орловском районе Ростовской области. Входит в состав Красноармейского сельского поселения.

## История
Основан в конце XIX века как временное поселение Русское на землях калмыцкой станицы Кутейниковской. Согласно данным первой Всероссийской переписи населения 1897 года в поселении Русском проживало 176 душ мужского и 159 женского пола. К 1915 году в поселении имелось 67 дворов, проживало 193 души мужского и 187 женского пола
Согласно первой Всесоюзной переписи населения 1926 года население хутора составило 302 человека, из них украинцев — 293. На момент переписи хутор входил в состав Куберлеевского сельсовета Пролетарского района Сальского округа Северо-Кавказского края.

## География
На хуторе имеются две улицы — Заречная и Транспортная.

## Население
Динамика численности населения
| 1897 | 1915 | 1926 | 2002 |
| ---- | ---- | ---- | ---- |
| 138  | 380  | 302  | 151  |

| 2010 |
| ---- |
| 112  |